# Sikorski IV

Herb Sikorski IV

Sikorski IV (Sykorsky, Mężyk, Menzyk, Menzyk-Sikorski, Mężyk-Sikorski) – kaszubski herb szlachecki.

## Opis herbu
Opis z wykorzystaniem zasad blazonowania, zaproponowanych przez Alfreda Znamierowskiego:
W polu srebrnym trzy sikory czarne w słup, pierwsza w lewo. Klejnot: nad hełmem w koronie sikora jak w godle. Labry czarne, podbite srebrem.

## Najwcześniejsze wzmianki
Herb znany z publikacji niemiecko i polskojęzycznych. Przytaczają go: Ledebur (Adelslexikon der preussichen Monarchie von...), Nowy Siebmacher (jako Sikorski II), Ostrowski (jako Sikorski IV) oraz Żernicki (Der polnische Adel, jako Menzyk i Sikorski).

## Rodzina Sikorskich
Herb używany w gałęzi Sikorskich osiadłej w XVIII-XIX wieku w ziemi bytowskiej, używającej przydomka Mężyk, a także nazwiska Kłączyński.

## Herbowni
Sikorski (Schikorski, Sicorsky, Sikorsky, Sykorski, Sykorsky) z przydomkiem Mężyk (Menzyk) oraz nazwiska odmiejscowego Kłączyński (Klosczynski).
Sikorscy z Kaszub znani głównie byli z herbem Cietrzew. Z takim też herbem wylegitymowali się w Królestwie Polskim. Wariantem tego herbu był Sikorski I. Istniały też inne herby przypisywane tej rodzinie, powstałe, jak się zdaje, jako herby mówiące: Sikorski II, Sikorski III, Sikorski IV i Sikorski V.